# Circoscrizione Italia centrale
La circoscrizione Italia centrale è una circoscrizione elettorale per l'elezione dei membri del Parlamento europeo spettanti all'Italia.

## Storia
La circoscrizione venne creata dalla legge 24 gennaio 1979 n. 18., reca il numero III e la scheda di voto è rossa.

## Territorio
La circoscrizione comprende, fin dalla sua istituzione, l'intero territorio delle seguenti regioni: Toscana, Umbria, Marche e Lazio.

## Risultati

### I legislatura
| Partito                            | Partito                                      | Risultati 10 giugno 1979 | Risultati 10 giugno 1979 | Risultati 10 giugno 1979 | Seggi | Seggi |
| Partito                            | Partito                                      | Voti                     | %                        | ±                        | Num   | ±     |
| ---------------------------------- | -------------------------------------------- | ------------------------ | ------------------------ | ------------------------ | ----- | ----- |
|                                    | Partito Comunista Italiano                   | 2 593 454                | 36,37                    | n.d.                     | 6     | n.d.  |
|                                    | Democrazia Cristiana                         | 2 260 718                | 31,71                    | n.d.                     | 5     | n.d.  |
|                                    | Partito Socialista Italiano                  | 743 012                  | 10,42                    | n.d.                     | 1     | n.d.  |
|                                    | Movimento Sociale Italiano                   | 393 331                  | 5,52                     | n.d.                     | 1     | n.d.  |
|                                    | Partito Socialista Democratico Italiano      | 282 894                  | 3,97                     | n.d.                     | 1     | n.d.  |
|                                    | Partito Radicale                             | 263 204                  | 3,69                     | n.d.                     | 1     | n.d.  |
|                                    | Partito Repubblicano Italiano                | 205 916                  | 2,89                     | n.d.                     | 1     | n.d.  |
|                                    | Partito Liberale Italiano                    | 187 383                  | 2,63                     | n.d.                     | 0     | n.d.  |
|                                    | Partito di Unità Proletaria per il Comunismo | 117 801                  | 1,65                     | n.d.                     | 1     | n.d.  |
|                                    | Democrazia Proletaria                        | 48 813                   | 0,68                     | n.d.                     | 0     | n.d.  |
|                                    | Democrazia Nazionale - Costituente di Destra | 21 290                   | 0,30                     | n.d.                     | 0     | n.d.  |
|                                    | Union Valdôtaine                             | 12 301                   | 0,17                     | n.d.                     | 0     | n.d.  |
|                                    |                                              |                          |                          |                          |       |       |
| Iscritti                           | Iscritti                                     | 8 225 980                | 100,00                   |                          |       |       |
| ↳ Votanti (% su iscritti)          | ↳ Votanti (% su iscritti)                    | 7 321 736                | 89,01                    | n.d.                     |       |       |
| ↳ Voti validi (% su votanti)       | ↳ Voti validi (% su votanti)                 | 7 130 117                | 97,38                    |                          |       |       |
| ↳ Schede non valide (% su votanti) | ↳ Schede non valide (% su votanti)           | 191 619                  | 2,62                     |                          |       |       |
| ↳ Astenuti (% su iscritti)         | ↳ Astenuti (% su iscritti)                   | 904 244                  | 10,99                    |                          |       |       |

| Eletti | Eletti                     |
| ------ | -------------------------- |
|        | Enrico Berlinguer          |
|        | Carlo Alberto Galluzzi     |
|        | Altiero Spinelli           |
|        | Sergio Camillo Segre       |
|        | Maria Lisa Cinciari Rodano |
|        | Carla Barbarella           |
|        | Guido Gonella              |
|        | Mario Sassano              |
|        | Pietro Adonnino            |
|        | Giovanni Barbagli          |
|        | Sergio Ercini              |
|        | Mario Zagari               |
|        | Pino Romualdi              |
|        | Ruggero Puletti            |
|        | Marco Pannella             |
|        | Bruno Visentini            |
|        | Luciana Castellina         |

### II legislatura
| Partito                            | Partito                                 | Risultati 17 giugno 1984 | Risultati 17 giugno 1984 | Risultati 17 giugno 1984 | Seggi | Seggi   |
| Partito                            | Partito                                 | Voti                     | %                        | ±                        | Num   | ±       |
| ---------------------------------- | --------------------------------------- | ------------------------ | ------------------------ | ------------------------ | ----- | ------- |
|                                    | Partito Comunista Italiano              | 2 975 252                | 41,53                    | 5,16                     | 7     | 1       |
|                                    | Democrazia Cristiana                    | 2 087 020                | 29,13                    | 2,57                     | 5     | Stabile |
|                                    | Partito Socialista Italiano             | 762 892                  | 10,65                    | 0,23                     | 2     | 1       |
|                                    | Movimento Sociale Italiano              | 469 188                  | 6,55                     | 1,03                     | 1     | Stabile |
|                                    | PLI – PRI                               | 362 469                  | 5,06                     | 0,46                     | 1     | [ 2 ]   |
|                                    | Partito Radicale                        | 213 560                  | 2,98                     | 0,71                     | 1     | Stabile |
|                                    | Partito Socialista Democratico Italiano | 191 902                  | 2,68                     | 1,29                     | 0     | 1       |
|                                    | Democrazia Proletaria                   | 84 501                   | 1,18                     | 0,50                     | 1     | Stabile |
|                                    | Union Valdôtaine – P.S.d'Az.            | 10 039                   | 0,14                     | n.d.                     | 0     | n.d.    |
|                                    | Liga Veneta                             | 6 976                    | 0,10                     | n.d.                     | 0     | n.d.    |
|                                    |                                         |                          |                          |                          |       |         |
| Iscritti                           | Iscritti                                | 8 713 067                | 100,00                   |                          |       |         |
| ↳ Votanti (% su iscritti)          | ↳ Votanti (% su iscritti)               | 7 506 688                | 86,15                    | 2,86                     |       |         |
| ↳ Voti validi (% su votanti)       | ↳ Voti validi (% su votanti)            | 7 163 799                | 95,43                    |                          |       |         |
| ↳ Schede non valide (% su votanti) | ↳ Schede non valide (% su votanti)      | 342 889                  | 4,57                     |                          |       |         |
| ↳ Astenuti (% su iscritti)         | ↳ Astenuti (% su iscritti)              | 1 206 379                | 13,85                    |                          |       |         |

| Eletti | Eletti                     |
| ------ | -------------------------- |
|        | Enrico Berlinguer          |
|        | Altiero Spinelli           |
|        | Alberto Moravia            |
|        | Sergio Camillo Segre       |
|        | Carla Barbarella           |
|        | Luciana Castellina         |
|        | Maria Lisa Cinciari Rodano |
|        | Giulio Andreotti           |
|        | Carlo Casini               |
|        | Alberto Michelini          |
|        | Gerardo Gaibisso           |
|        | Giovanni Starita           |
|        | Claudio Martelli           |
|        | Mario Zagari               |
|        | Pino Romualdi              |
|        | Mario Di Bartolomei        |
|        | Enzo Tortora               |

### III legislatura
| Partito                            | Partito                                 | Risultati 18 giugno 1989 | Risultati 18 giugno 1989 | Risultati 18 giugno 1989 | Seggi | Seggi   |
| Partito                            | Partito                                 | Voti                     | %                        | ±                        | Num   | ±       |
| ---------------------------------- | --------------------------------------- | ------------------------ | ------------------------ | ------------------------ | ----- | ------- |
|                                    | Partito Comunista Italiano              | 2 498 063                | 35,23                    | 6,30                     | 7     | 1       |
|                                    | Democrazia Cristiana                    | 2 089 493                | 29,47                    | 0,34                     | 5     | Stabile |
|                                    | Partito Socialista Italiano             | 982 654                  | 13,86                    | 3,21                     | 2     | Stabile |
|                                    | Movimento Sociale Italiano              | 443 846                  | 6,26                     | 0,29                     | 1     | Stabile |
|                                    | Federazione delle Liste Verdi           | 273 919                  | 3,86                     | n.d.                     | 1     | n.d.    |
|                                    | PLI – PRI                               | 261 809                  | 3,69                     | 1,37                     | 1     | Stabile |
|                                    | Partito Socialista Democratico Italiano | 175 172                  | 2,47                     | 0,21                     | 0     | Stabile |
|                                    | Verdi Arcobaleno                        | 173 274                  | 2,44                     | n.d.                     | 0     | n.d.    |
|                                    | Antiproibizionisti Droga                | 89 295                   | 1,26                     | 1,72                     | 0     | 1       |
|                                    | Democrazia Proletaria                   | 84 494                   | 1,19                     | 0,01                     | 0     | Stabile |
|                                    | Lega Lombarda - Alleanza Nord           | 10 951                   | 0,15                     | n.d.                     | 0     | n.d.    |
|                                    | Federalismo                             | 6 927                    | 0,10                     | n.d.                     | 0     | n.d.    |
|                                    |                                         |                          |                          |                          |       |         |
| Iscritti                           | Iscritti                                | 9 008 530                | 100,00                   |                          |       |         |
| ↳ Votanti (% su iscritti)          | ↳ Votanti (% su iscritti)               | 7 600 174                | 84,37                    | 1,78                     |       |         |
| ↳ Voti validi (% su votanti)       | ↳ Voti validi (% su votanti)            | 7 089 897                | 93,29                    |                          |       |         |
| ↳ Schede non valide (% su votanti) | ↳ Schede non valide (% su votanti)      | 510 277                  | 6,71                     |                          |       |         |
| ↳ Astenuti (% su iscritti)         | ↳ Astenuti (% su iscritti)              | 1 408 356                | 15,63                    |                          |       |         |

| Eletti | Eletti                 |
| ------ | ---------------------- |
|        | Achille Occhetto       |
|        | Maurice Duverger       |
|        | Pasqualina Napoletano  |
|        | Dacia Valent           |
|        | Luciana Castellina     |
|        | Giacomo Porrazzini     |
|        | Arnaldo Forlani        |
|        | Gerardo Gaibisso       |
|        | Giulio Cesare Gallenzi |
|        | Carlo Casini           |
|        | Alberto Michelini      |
|        | Bettino Craxi          |
|        | Giuliano Ferrara       |
|        | Pino Rauti             |
|        | Gianfranco Amendola    |
|        | Bruno Visentini        |

### IV legislatura
| Partito                            | Partito                                            | Risultati 12 giugno 1994 | Risultati 12 giugno 1994 | Risultati 12 giugno 1994 | Seggi | Seggi |
| Partito                            | Partito                                            | Voti                     | %                        | ±                        | Num   | ±     |
| ---------------------------------- | -------------------------------------------------- | ------------------------ | ------------------------ | ------------------------ | ----- | ----- |
|                                    | Partito Democratico della Sinistra                 | 1 874 146                | 27,61                    | n.d.                     | 5     | n.d.  |
|                                    | Forza Italia                                       | 1 735 976                | 25,58                    | n.d.                     | 5     | n.d.  |
|                                    | Alleanza Nazionale                                 | 1 150 777                | 16,95                    | n.d.                     | 3     | n.d.  |
|                                    | Partito Popolare Italiano                          | 563 456                  | 8,30                     | n.d.                     | 2     | n.d.  |
|                                    | Rifondazione Comunista                             | 546 240                  | 8,05                     | n.d.                     | 1     | n.d.  |
|                                    | Federazione dei Verdi                              | 216 656                  | 3,19                     | n.d.                     | 1     | n.d.  |
|                                    | Patto Segni                                        | 198 300                  | 2,92                     | n.d.                     | 0     | n.d.  |
|                                    | Pannella-Riformatori                               | 140 980                  | 2,08                     | 0,92                     | 1     | 1     |
|                                    | Partito Socialista Italiano – Alleanza Democratica | 132 794                  | 1,96                     | n.d.                     | 1     | n.d.  |
|                                    | Partito Repubblicano Italiano                      | 67 426                   | 0,99                     | n.d.                     | 1     | n.d.  |
|                                    | Altri                                              | 160 689                  | 2,37                     | n.d.                     | 0     | n.d.  |
|                                    |                                                    |                          |                          |                          |       |       |
| Iscritti                           | Iscritti                                           | 9 362 737                | 100,00                   |                          |       |       |
| ↳ Votanti (% su iscritti)          | ↳ Votanti (% su iscritti)                          | 7 190 503                | 76,80                    | 7,57                     |       |       |
| ↳ Voti validi (% su votanti)       | ↳ Voti validi (% su votanti)                       | 6 787 440                | 94,39                    |                          |       |       |
| ↳ Schede non valide (% su votanti) | ↳ Schede non valide (% su votanti)                 | 403 063                  | 5,61                     |                          |       |       |
| ↳ Astenuti (% su iscritti)         | ↳ Astenuti (% su iscritti)                         | 2 172 234                | 23,20                    |                          |       |       |

| Eletti | Eletti               |
| ------ | -------------------- |
|        | Achille Occhetto     |
|        | Enrico Montesano     |
|        | Pierre Carniti       |
|        | Francesco Baldarelli |
|        | Andrea Manzella      |
|        | Silvio Berlusconi    |
|        | Luisa Todini         |
|        | Roberto Mezzaroma    |
|        | Antonio Tajani       |
|        | Giacomo Leopardi     |
|        | Gianfranco Fini      |
|        | Pino Rauti           |
|        | Roberta Angelilli    |
|        | Carlo Casini         |
|        | Antonio Graziani     |
|        | Luciana Castellina   |
|        | Carlo Ripa di Meana  |
|        | Marco Pannella       |
|        | Riccardo Nencini     |
|        | Giorgio La Malfa     |

### V legislatura
| Partito                            | Partito                            | Risultati 13 giugno 1999 | Risultati 13 giugno 1999 | Risultati 13 giugno 1999 | Seggi | Seggi   |
| Partito                            | Partito                            | Voti                     | %                        | ±                        | Num   | ±       |
| ---------------------------------- | ---------------------------------- | ------------------------ | ------------------------ | ------------------------ | ----- | ------- |
|                                    | Democratici di Sinistra            | 1 508 984                | 24,55                    | 3,06                     | 4     | 1       |
|                                    | Forza Italia                       | 1 238 996                | 20,16                    | 5,42                     | 4     | 1       |
|                                    | Alleanza Nazionale - Patto Segni   | 948 972                  | 15,44                    | 4,43                     | 3     | [ 3 ]   |
|                                    | Lista Emma Bonino                  | 463 050                  | 7,53                     | 5,45                     | 1     | Stabile |
|                                    | I Democratici                      | 380 157                  | 6,19                     | n.d.                     | 1     | n.d.    |
|                                    | Rifondazione Comunista             | 364 970                  | 5,94                     | 2,11                     | 1     | Stabile |
|                                    | Partito Popolare Italiano          | 234 347                  | 3,81                     | 4,49                     | 1     | 1       |
|                                    | Partito dei Comunisti Italiani     | 170 339                  | 2,77                     | n.d.                     | 1     | n.d.    |
|                                    | Centro Cristiano Democratico       | 159 004                  | 2,59                     | n.d.                     | 0     | n.d.    |
|                                    | Socialisti Democratici Italiani    | 138 013                  | 2,25                     | n.d.                     | 1     | n.d.    |
|                                    | PRI-LIB-ELDR                       | 47 520                   | 0,77                     | n.d.                     | 1     | n.d.    |
|                                    | Altri                              | 491 770                  | 8,00                     | n.d.                     | 0     | n.d.    |
|                                    |                                    |                          |                          |                          |       |         |
| Iscritti                           | Iscritti                           | 9 484 514                | 100,00                   |                          |       |         |
| ↳ Votanti (% su iscritti)          | ↳ Votanti (% su iscritti)          | 6 717 785                | 70,83                    | 5,97                     |       |         |
| ↳ Voti validi (% su votanti)       | ↳ Voti validi (% su votanti)       | 6 146 122                | 91,49                    |                          |       |         |
| ↳ Schede non valide (% su votanti) | ↳ Schede non valide (% su votanti) | 571 663                  | 8,51                     |                          |       |         |
| ↳ Astenuti (% su iscritti)         | ↳ Astenuti (% su iscritti)         | 2 766 729                | 29,17                    |                          |       |         |

| Eletti | Eletti                |
| ------ | --------------------- |
|        | Walter Veltroni       |
|        | Pasqualina Napoletano |
|        | Giorgio Ruffolo       |
|        | Guido Sacconi         |
|        | Silvio Berlusconi     |
|        | Antonio Tajani        |
|        | Stefano Zappalà       |
|        | Enrico Ferri          |
|        | Gianfranco Fini       |
|        | Roberta Angelilli     |
|        | Mariotto Segni        |
|        | Emma Bonino           |
|        | Francesco Rutelli     |
|        | Fausto Bertinotti     |
|        | Franco Marini         |
|        | Armando Cossutta      |
|        | Claudio Martelli      |
|        | Luciana Sbarbati      |

### VI legislatura
| Partito                            | Partito                            | Risultati 12 giugno 2004 | Risultati 12 giugno 2004 | Risultati 12 giugno 2004 | Seggi | Seggi   |
| Partito                            | Partito                            | Voti                     | %                        | ±                        | Num   | ±       |
| ---------------------------------- | ---------------------------------- | ------------------------ | ------------------------ | ------------------------ | ----- | ------- |
|                                    | Uniti nell'Ulivo                   | 2 393 369                | 35,83                    | n.d.                     | 6     | n.d.    |
|                                    | Forza Italia                       | 1 190 602                | 17,83                    | 2,33                     | 3     | 1       |
|                                    | Alleanza Nazionale                 | 986 205                  | 14,76                    | 0,68                     | 2     | 1       |
|                                    | Rifondazione Comunista             | 532 859                  | 7,98                     | 2,04                     | 1     | Stabile |
|                                    | Unione di Centro                   | 361 936                  | 5,42                     | n.d.                     | 1     | n.d.    |
|                                    | Partito dei Comunisti Italiani     | 223 504                  | 3,35                     | 0,58                     | 1     | Stabile |
|                                    | Lista Emma Bonino                  | 148 555                  | 2,22                     | 5,31                     | 0     | 1       |
|                                    | Federazione dei Verdi              | 140 617                  | 2,11                     | n.d.                     | 0     | n.d.    |
|                                    | Socialisti Uniti - PSI             | 131 790                  | 1,97                     | n.d.                     | 0     | n.d.    |
|                                    | Di Pietro-Occhetto                 | 130 429                  | 1,95                     | n.d.                     | 1     | n.d.    |
|                                    | Alternativa Sociale                | 104 836                  | 1,57                     | n.d.                     | 1     | n.d.    |
|                                    | Altri                              | 334 667                  | 5,01                     | n.d.                     | 0     | n.d.    |
|                                    |                                    |                          |                          |                          |       |         |
| Iscritti                           | Iscritti                           | 9 621 843                | 100,00                   |                          |       |         |
| ↳ Votanti (% su iscritti)          | ↳ Votanti (% su iscritti)          | 7 160 522                | 74,42                    | 3,59                     |       |         |
| ↳ Voti validi (% su votanti)       | ↳ Voti validi (% su votanti)       | 6 679 369                | 93,28                    |                          |       |         |
| ↳ Schede non valide (% su votanti) | ↳ Schede non valide (% su votanti) | 481 153                  | 6,72                     |                          |       |         |
| ↳ Astenuti (% su iscritti)         | ↳ Astenuti (% su iscritti)         | 2 461 321                | 25,58                    |                          |       |         |

| Eletti | Eletti                  |
| ------ | ----------------------- |
|        | Lilli Gruber            |
|        | Nicola Zingaretti       |
|        | Pasqualina Napoletano   |
|        | Luciana Sbarbati        |
|        | Lapo Pistelli           |
|        | Guido Sacconi           |
|        | Silvio Berlusconi       |
|        | Antonio Tajani          |
|        | Alfredo Antoniozzi      |
|        | Gianfranco Fini         |
|        | Roberta Angelilli       |
|        | Fausto Bertinotti       |
|        | Armando Dionisi         |
|        | Oliviero Diliberto      |
|        | Alessandro Battilocchio |
|        | Alessandra Mussolini    |

### VII legislatura
| Partito                            | Partito                            | Risultati 7 giugno 2009 | Risultati 7 giugno 2009 | Risultati 7 giugno 2009 | Seggi | Seggi   |
| Partito                            | Partito                            | Voti                    | %                       | ±                       | Num   | ±       |
| ---------------------------------- | ---------------------------------- | ----------------------- | ----------------------- | ----------------------- | ----- | ------- |
|                                    | Il Popolo della Libertà            | 2 344 306               | 37,35                   | n.d.                    | 6     | n.d.    |
|                                    | Partito Democratico                | 2 030 062               | 32,35                   | n.d.                    | 6     | n.d.    |
|                                    | Italia dei Valori                  | 483 471                 | 7,70                    | 5,75                    | 1     | Stabile |
|                                    | Unione di Centro                   | 341 612                 | 5,44                    | 0,02                    | 1     | Stabile |
|                                    | Rifondazione Comunista             | 280 063                 | 4,46                    | 3,52                    | 1     | 1       |
|                                    | Sinistra e Libertà                 | 226 180                 | 3,60                    | n.d.                    | 0     | n.d.    |
|                                    | Lega Nord                          | 186 988                 | 2,98                    | n.d.                    | 1     | n.d.    |
|                                    | Lista Emma Bonino                  | 171 186                 | 2,73                    | 0,51                    | 0     | Stabile |
|                                    | Altri                              | 212 238                 | 3,38                    | n.d.                    | 0     | n.d.    |
|                                    |                                    |                         |                         |                         |       |         |
| Iscritti                           | Iscritti                           | 9 743 719               | 100,00                  |                         |       |         |
| ↳ Votanti (% su iscritti)          | ↳ Votanti (% su iscritti)          | 6 619 218               | 67,93                   | 6,49                    |       |         |
| ↳ Voti validi (% su votanti)       | ↳ Voti validi (% su votanti)       | 6 276 106               | 94,82                   |                         |       |         |
| ↳ Schede non valide (% su votanti) | ↳ Schede non valide (% su votanti) | 343 112                 | 5,18                    |                         |       |         |
| ↳ Astenuti (% su iscritti)         | ↳ Astenuti (% su iscritti)         | 3 124 501               | 32,07                   |                         |       |         |

| Eletti | Eletti               |
| ------ | -------------------- |
|        | Roberta Angelilli    |
|        | Marco Scurria        |
|        | Alfredo Antoniozzi   |
|        | Alfredo Pallone      |
|        | Potito Salatto       |
|        | Licia Ronzulli       |
|        | David Sassoli        |
|        | Silvia Costa         |
|        | Leonardo Domenici    |
|        | Guido Milana         |
|        | Francesco De Angelis |
|        | Roberto Gualtieri    |
|        | Niccolò Rinaldi      |
|        | Carlo Casini         |
|        | Umberto Bossi        |

### VIII legislatura
| Partito                            | Partito                            | Risultati 25 maggio 2014 | Risultati 25 maggio 2014 | Risultati 25 maggio 2014 | Seggi | Seggi   |
| Partito                            | Partito                            | Voti                     | %                        | ±                        | Num   | ±       |
| ---------------------------------- | ---------------------------------- | ------------------------ | ------------------------ | ------------------------ | ----- | ------- |
|                                    | Partito Democratico                | 2 657 892                | 46,57                    | 14,22                    | 7     | 1       |
|                                    | Movimento 5 Stelle                 | 1 243 070                | 21,78                    | n.d.                     | 3     | n.d.    |
|                                    | Forza Italia                       | 841 276                  | 14,74                    | n.d.                     | 2     | n.d.    |
|                                    | L'Altra Europa con Tsipras         | 269 286                  | 4,72                     | n.d.                     | 1     | n.d.    |
|                                    | Fratelli d'Italia                  | 261 216                  | 4,58                     | n.d.                     | 0     | n.d.    |
|                                    | Nuovo Centrodestra                 | 200 117                  | 3,51                     | n.d.                     | 0     | n.d.    |
|                                    | Lega Nord                          | 122 509                  | 2,15                     | 0,83                     | 1     | Stabile |
|                                    | Verdi Europei - Green Italia       | 44 799                   | 0,78                     | n.d.                     | 0     | n.d.    |
|                                    | Italia dei Valori                  | 29 226                   | 0,51                     | 7,19                     | 0     | 1       |
|                                    | Scelta Europea                     | 28 451                   | 0,50                     | n.d.                     | 0     | n.d.    |
|                                    | Io Cambio-MAIE                     | 9 139                    | 0,16                     | n.d.                     | 0     | n.d.    |
|                                    |                                    |                          |                          |                          |       |         |
| Iscritti                           | Iscritti                           | 9 769 495                | 100,00                   |                          |       |         |
| ↳ Votanti (% su iscritti)          | ↳ Votanti (% su iscritti)          | 5 954 964                | 60,95                    | 6,98                     |       |         |
| ↳ Voti validi (% su votanti)       | ↳ Voti validi (% su votanti)       | 5 706 981                | 95,84                    |                          |       |         |
| ↳ Schede non valide (% su votanti) | ↳ Schede non valide (% su votanti) | 247 983                  | 4,16                     |                          |       |         |
| ↳ Astenuti (% su iscritti)         | ↳ Astenuti (% su iscritti)         | 3 814 531                | 39,05                    |                          |       |         |

| Eletti | Eletti                 |
| ------ | ---------------------- |
|        | Simona Bonafè          |
|        | David Sassoli          |
|        | Enrico Gasbarra        |
|        | Goffredo Bettini       |
|        | Nicola Danti           |
|        | Silvia Costa           |
|        | Roberto Gualtieri      |
|        | Laura Agea             |
|        | Fabio Massimo Castaldo |
|        | Dario Tamburrano       |
|        | Antonio Tajani         |
|        | Alessandra Mussolini   |
|        | Barbara Spinelli       |
|        | Matteo Salvini         |

### IX legislatura
| Partito                            | Partito                                         | Risultati 26 maggio 2019 | Risultati 26 maggio 2019 | Risultati 26 maggio 2019 | Seggi | Seggi   |
| Partito                            | Partito                                         | Voti                     | %                        | ±                        | Num   | ±       |
| ---------------------------------- | ----------------------------------------------- | ------------------------ | ------------------------ | ------------------------ | ----- | ------- |
|                                    | Lega                                            | 1 845 135                | 33,45                    | 31,3                     | 6     | 5       |
|                                    | Partito Democratico                             | 1 479 470                | 26,82                    | 19,75                    | 4     | 3       |
|                                    | Movimento 5 Stelle                              | 880 168                  | 15,95                    | 5,83                     | 2     | 1       |
|                                    | Fratelli d'Italia                               | 385 303                  | 6,98                     | 2,4                      | 1     | 1       |
|                                    | Forza Italia                                    | 344 751                  | 6,25                     | 8,49                     | 2     | Stabile |
|                                    | +Europa                                         | 164 836                  | 2,99                     | n.d.                     | 0     | n.d.    |
|                                    | La Sinistra                                     | 122 291                  | 2,22                     | n.d.                     | 0     | n.d.    |
|                                    | Europa Verde                                    | 118 325                  | 2,14                     | n.d.                     | 0     | n.d.    |
|                                    | Partito Comunista                               | 69 138                   | 1,25                     | n.d.                     | 0     | n.d.    |
|                                    | Partito Animalista Italiano                     | 31 186                   | 0,57                     | n.d.                     | 0     | n.d.    |
|                                    | CasaPound                                       | 25 326                   | 0,46                     | n.d.                     | 0     | n.d.    |
|                                    | Il Popolo della Famiglia – Alternativa Popolare | 19 510                   | 0,35                     | n.d.                     | 0     | n.d.    |
|                                    | Partito Pirata                                  | 12 929                   | 0,23                     | n.d.                     | 0     | n.d.    |
|                                    | Popolari per l'Italia                           | 11 770                   | 0,21                     | n.d.                     | 0     | n.d.    |
|                                    | Forza Nuova                                     | 6 716                    | 0,12                     | n.d.                     | 0     | n.d.    |
|                                    |                                                 |                          |                          |                          |       |         |
| Iscritti                           | Iscritti                                        | 9 579 242                | 100,00                   |                          |       |         |
| ↳ Votanti (% su iscritti)          | ↳ Votanti (% su iscritti)                       | 5 684 213                | 59,34                    | 1,61                     |       |         |
| ↳ Voti validi (% su votanti)       | ↳ Voti validi (% su votanti)                    | 5 516 854                | 97,06                    |                          |       |         |
| ↳ Schede non valide (% su votanti) | ↳ Schede non valide (% su votanti)              | 167 359                  | 2,94                     |                          |       |         |
| ↳ Astenuti (% su iscritti)         | ↳ Astenuti (% su iscritti)                      | 3 895 029                | 40,66                    |                          |       |         |

| Eletti | Eletti                    |
| ------ | ------------------------- |
|        | Matteo Salvini            |
|        | Susanna Ceccardi          |
|        | Antonio Maria Rinaldi     |
|        | Anna Bonfrisco            |
|        | Simona Renata Baldassarre |
|        | Luisa Regimenti           |
|        | Simona Bonafè             |
|        | Roberto Gualtieri         |
|        | David Sassoli             |
|        | Massimiliano Smeriglio    |
|        | Fabio Massimo Castaldo    |
|        | Daniela Rondinelli        |
|        | Giorgia Meloni            |
|        | Antonio Tajani            |
|        | Salvatore De Meo          |